# Nephroselmidaceae
A Nephroselmidaceae a valódi zöldmoszatok (Chlorophyta) Nephroselmidophyceae osztályának (korábban III. prazinofiton klád) egyetlen rendjének, a Nephroselmidalesnek egyetlen családja.

## Történet
Első leírt faja, a Nephroselmis olivacea, édesvízi faj, melyet Stein 1878-ban írt le.
A kládot először Thomas Cavalier-Smith írta le 1993-ban, majd Yamaguchi módosította a leírást 2011-ben.
Korábban 11 nemzetsége volt, de 1979-ben Øjvind Moestrup és Ettl 3 nemzetségnevet (Heteromastix, Anisomonas, Sennia) a Nephroselmis szinonimájává tett, Moestrup pedig például a Bipedinomonas pyriformisról és a Nephroselmis longifilisről 1983-ban kimutatta új-zélandi gyűjtemények alapján, hogy azonos fajok, és helyes nevükként a Nephroselmis pyriformis nevet javasolta. 2019-ben csak egyetlen nemzetségét ismerték el, a Nephroselmist.

### Szinonimák

#### Bipedinomonas
A Bipedinomonas két első leírt faja a B. rotunda (ma Nephroselmis rotunda) és a B. pyriformis (ma Nephroselmis pyriformis) volt, melyeket N. Carter 1937-ben írt le. Bár már Manton et al. felvetették 1965-ös tanulmányukban, hogy a Bipedinomonas és a Nephroselmis szinonimák lehetnek, csak a B. rotundára tudták ezt megerősíteni, de azt se nevezték át. Fott a B. rotundát mai nevére 1971-ben, Ettl a B. pyriformist 1982-ben nevezte át. Moestrup 1983-ban szintén megállapította, hogy a Carter 1937-es művében megkülönböztetett B. pyriformis és a Nephroselmis longifilis azonosak, és megszüntette a Bipedinomonast.

#### Heteromastix
A Heteromastixot először Korsikov írta le 1923-ban Heteromastix angulata típusfajjal. 1979-ben Moestrup és Ettl azonban megállapították, hogy e faj a N. olivaceával azonos, így azt annak, a Heteromastixot a Nephroselmis szinonimájává tette.

#### Sennia
A Senniát Nephroselmidaceae-kládra először 1912-ben használta Pascher. Skuja 1948-ban a Sennia nevet a Cryptophyta egy Senn által 1911-ben tanulmányozott nemzetségére javasolta azonban használni, megtartva a Nephroselmis nevet a valódizöldmoszat-nemzetséghez. Ez azonban a típust nem tartalmazó, így nem fenntartható leíráshoz vezetett Christensen 1967-es tanulmánya szerint, ezért ennek elkerülése végett javasolta a Cryptophyta-nemzetségnek a Planonephros nevet.

## Morfológia
Laterálisan nyomott, 2 ostora laterális helyzetű. Pikkelyei négyzet vagy rombusz alakúak a Nephroselmis pyriformis kivételével minden fajban. 1 csésze alakú kloroplasztisza van pirenoiddal és szemfolttal. Édesvízi fajaiban az ostoralapok közelében van kontraktilis vakuólum. Ostorpikkelyei hasonlíthatnak a Tetraselmiséhez.
Több pikkelytípussal rendelkezhet: például a Nephroselmis clavistella 5 különbözővel rendelkezik, ebből 4 a N. rotundára hasonlít, az 5. viszont csillag alakú, tüskés, és kulcs alakú.

## Élőhely
Legtöbb faja tengeri, de a Nephroselmis olivacea édesvízi. Japán partjai közelében gyakori. Bár kimutatták és tenyésztették üledékből, az ott élő fajok nem feltétlenül bentikusak: üledékbeli előfordulásuk sejtszedimentáció eredménye lehet.
Hő- és halotoleráns: a N. pyriformis legalább 0,3–3,6% sótartalom mellett, illetve – nyugat-grönlandi és thaiföldi minták alapján – 2,3–28 °C hőmérséklet közt életképes. A Nephroselmis olivacea emellett szennyezéstűrő: 1978-ban, 100 évvel első felfedezése után nagy mennyiségben megtalálható volt egyes Koppenhága közepén lévő tavakban, lehetővé téve 1979-ben részletes leírását.
A N. pyriformis parthoz közel 0–30 m mélyen él.

## Ökológia
Szabadon élő, emellett szimbiózisban élhet a Hatena arenicola fajjal (Katablepharidaceae), ez előfeltétele annak osztódási képességének. A Nephroselmis azonban a Hatenától független, így annak osztódásakor csak az egyik új sejt örökli. Ez azonban feltehetően plasztiszszerzési folyamat lehet.
Egy 2021-es kutatás szerint van fagomixotróf – fény jelenlétében autotróf, fény híján fagotróf életmódra is képes – faja, ebben hasonlít a Pyramimonadophyceae és a Mamiellophyceae kládokra. Fakultatív bakterivor, vagyis baktériumokat ehet elegendő fény hiányában.

## Életciklus
Hologám, de e jellemzőt csak a N. olivaceában írták le. Ismert fajai haplonták. Két ivarsejttípusa a plusz- és a mínusz-ivarsejt, melyek morfológiailag hasonlók, de eltérő szerepűek, és eltérő felülethez csatlakoznak: a plusz-ivarsejt a mínusz-ivarsejt dorzális oldalához rögzül ostora alapjaival, a mínusz-ivarsejt viszont a szubsztráthoz. Osztódhat például kettéhasadással.

## Genetika
Bár ptDNS-e a Chloropicophyceae és a Picocystis kládjával szemben nem rendelkezik rRNS-operon-tartalmú fordított ismétlődésű szakasszal, mtDNS-e több ősi jellemzővel is rendelkezik. A N. olivacea rendelkezik trnR(ucg) génnel, mely a valódi zöldmoszatokon belül ritka: rajta kívül csak a Chloropicon, a Gloeotilopsis planctonica és a Pseudendoclonium akinetum tartalmaz ily gént.

## Filogenetika
Filogenetikai eredmények alapján egyetlen nemzetsége a Nephroselmis. Testvércsoportja a Pyramimonadophyceae, a Picocystophyceae, a Chloropicophyceae és a Chlorophytina által alkotott klád.